# Campeonato Paraense de Futebol de 2012
O Campeonato Paraense de Futebol de 2012 foi a 100ª edição da principal divisão do futebol no Pará. A disputa ocorrerá entre 22 de outubro de 2011 e 13 de maio de 2012 e é organizada pela Federação Paraense de Futebol (FPF).
O campeão e o vice-campeão disputarão a Copa do Brasil de 2013. O melhor time ganha uma vaga para o Campeonato Brasileiro de Futebol de 2012 - Série D, exceto Paysandu e Águia de Marabá que já estão na Série C.

## Regulamento

### Primeira fase
As oito equipes disputam 2 vagas para a fase principal. As equipes jogam entre si em turno único. Os dois últimos colocados são rebaixados para a segunda divisão.

### Segunda fase
Na segunda fase, as 2 equipes qualificadas juntam-se a Águia, Cametá, Independente, Paysandu, Remo e São Raimundo. As equipes jogam entre si em ida: Taça Cidade de Belém e volta: Taça Estado do Pará. Os 4 mais bem colocados em cada turno avançam para as semifinais.

### Final
Os dois campeões de cada turno se enfrentam disputando o título em duas partidas. Se o campeão do primeiro turno ganhar o segundo turno, o mesmo será declarado campeão automaticamente. Os campeões dos dois turnos terão o direito de disputar a Copa do Brasil de 2013. O melhor colocado entre os oito times ganha direito a disputar o Campeonato Brasileiro de Futebol de 2012 - Série D, exceto Águia de Marabá e Paysandu, que já estão na Série C.

### Critérios de desempate
1. Número de vitórias
2. Saldo de gols
3. Gols marcados
4. Confronto direto
5. Sorteio

## Primeira Fase (Taça ACLEP)

### Participantes
| Equipe        | Cidade      | Em 2011                         | Estádio            | Capacidade | Títulos (mais recente) | Part. |
| ------------- | ----------- | ------------------------------- | ------------------ | ---------- | ---------------------- | ----- |
| Abaeté        | Abaetetuba  | 4º (Primeira Fase)              | Humberto Parente   | 3.100      | 0 (não possui)         | 4     |
| Ananindeua    | Ananindeua  | 3º (Primeira Fase)              | Curuzu             | 14.000     | 0 (não possui)         | 6     |
| Bragantino    | Bragança    | 1º (Segunda Divisão)            | Diogão             | 3.000      | 1 (2007)               | 11    |
| Castanhal     | Castanhal   | 7º (Fase Principal - Rebaixado) | Modelão            | 4.200      | 2 (2009)               | 9     |
| Parauapebas   | Parauapebas | 5º (Primeira Fase)              | Rosenão            | 10.000     | 0 (não possui)         | 2     |
| São Francisco | Santarém    | 2º (Segunda Divisão)            | Colosso do Tapajós | 20.000     | 0 (não possui)         | 2     |
| Sport Belém   | Belém       | 6º (Primeira Fase)              | Curuzu             | 12.000     | 0 (não possui)         | 11    |
| Tuna Luso     | Belém       | 8° (Fase Principal - Rebaixado) | Souza              | 4.000      | 1 (2011)               | 7     |

### Classificação
| 1 | Tuna Luso     | 17 | 7 | 5 | 2 | 0 | 13 | 5  | 8  | 81   |
| 2 | São Francisco | 13 | 7 | 4 | 1 | 2 | 10 | 7  | 3  | 61,9 |
| 3 | Castanhal     | 10 | 7 | 3 | 1 | 3 | 13 | 11 | 2  | 47,6 |
| 4 | Bragantino    | 10 | 7 | 3 | 1 | 3 | 9  | 9  | 0  | 47,6 |
| 5 | Paraupebas    | 8  | 7 | 2 | 2 | 3 | 8  | 10 | -2 | 38,1 |
| 6 | Abaeté        | 8  | 7 | 2 | 2 | 3 | 6  | 9  | -3 | 38,1 |
| 7 | Ananindeua    | 7  | 7 | 2 | 1 | 4 | 7  | 7  | 0  | 33,3 |
| 8 | Sport Belém   | 6  | 7 | 2 | 0 | 5 | 7  | 15 | -8 | 28,6 |

|  |                                      |
|  | Classificados para a fase principal. |
|  | Rebaixados para a segunda divisão.   |

| Taça ACLEP de 2012              |
| ------------------------------- |
| Belém                           |
| TUNA LUSO Bicampeão (2º título) |

### Confrontos
Para ler a tabela, a linha horizontal representa os jogos da equipe como mandante. A coluna vertical indica os jogos da equipe como visitante.
Vitórias do mandante estão em verde.
Empates estão em azul.
Derrotas do mandante estão em vermelho.
|               | ABA | ANA | BRG | CAS | PPB | SFR | SBE | TUN |
| ------------- | --- | --- | --- | --- | --- | --- | --- | --- |
| Abaeté        | —   | *   | 1x2 | *   | 1x2 | 1x0 | 1x0 | *   |
| Ananindeua    | 0x0 | —   | 0x1 | 2x1 | *   | *   | 4x0 | *   |
| Bragantino    | *   | *   | —   | 2x4 | *   | 0x1 | 3x1 | *   |
| Castanhal     | 1x1 | *   | *   | —   | 2x0 | 1x2 | 3x1 | *   |
| Parauapebas   | *   | 3x1 | 1x1 | *   | —   | *   | *   | 1x1 |
| São Francisco | *   | 1x0 | *   | *   | 2x0 | —   | *   | 2x2 |
| Sport Belém   | *   | *   | *   | *   | 2x1 | 3x2 | —   | 0x1 |
| Tuna Luso     | 4x1 | 1x0 | 1x0 | 3x1 | *   | *   | *   | —   |

### Desempenho por rodada
Clubes que lideraram o primeiro turno ao final de cada rodada:
| 1   | 2   | 3   | 4   | 5   | 6   | 7   |
| ANA | TUN | TUN | TUN | TUN | TUN | TUN |

Clubes que ficaram na última posição do primeiro turno ao final de cada rodada:
| 1   | 2   | 3   | 4   | 5   | 6   | 7   |
| SPB | BRA | BRA | SPB | SPB | SPB | SPB |

### Artilharia
| Gols | Jogador           | Time          |
| ---- | ----------------- | ------------- |
| 3    | Marquinhos Marabá | Castanhal     |
| 3    | Jean Macapá       | Parauapebas   |
| 2    | Del Curuçá        | Ananindeua    |
| 2    | Felipe Mamão      | Ananindeua    |
| 2    | Marlon            | Ananindeua    |
| 2    | Cleidir           | Bragantino    |
| 2    | Roma              | Bragantino    |
| 2    | Elcio             | Castanhal     |
| 2    | Ilailson          | Castanhal     |
| 2    | Flamel            | Parauapebas   |
| 2    | André Barata      | São Francisco |
| 2    | Rodrigão          | São Francisco |
| 2    | Diego Indio       | Sport Belém   |
| 2    | Charles           | Tuna Luso     |
| 2    | Cristóvão         | Tuna Luso     |
| 2    | Esquerdinha       | Tuna Luso     |
| 2    | Sinésio           | Tuna Luso     |

## Fase Principal
| Equipe          | Cidade   | Em 2011              | Estádio            | Capacidade | Títulos (mais recente) | Part. |
| --------------- | -------- | -------------------- | ------------------ | ---------- | ---------------------- | ----- |
| Águia de Marabá | Marabá   | 6º (Fase Principal)  | Zinho de Oliveira  | 4.000      | 0 (não possui)         | 13    |
| Cametá          | Cametá   | 4º (Fase Principal)  | Parque do Bacurau  | 5.000      | 0 (não possui)         | 3     |
| Independente-PA | Tucuruí  | 1º (Fase Principal)  | Navegantão         | 8.000      | 1 (2011)               | 10    |
| Paysandu        | Belém    | 2º (Fase Principal)  | Curuzu             | 12.000     | 44 (2010)              | 96    |
| Remo            | Belém    | 3º (Fase Principal)  | Baenão             | 17.000     | 42 (2008)              | 96    |
| São Francisco   | Santarém | 2º (Segunda Divisão) | Colosso do Tapajós | 20.000     | 0 (não possui)         | 4     |
| São Raimundo    | Santarém | 5º (Fase Principal)  | Colosso do Tapajós | 20.000     | 0 (não possui)         | 13    |
| Tuna Luso       | Belém    | 8° (Fase Principal)  | Souza              | 4.000      | 10 (1988)              | 74    |

## Primeiro Turno (Taça Cidade de Belém)

### Classificação
| Classificação | Classificação    | Classificação | Classificação | Classificação | Classificação | Classificação | Classificação | Classificação | Classificação | Classificação | Classificação | Classificação |
| Pos           | Times            | Pts           | J             | V             | E             | D             | GP            | GC            | SG            | %             | M             |               |
| ------------- | ---------------- | ------------- | ------------- | ------------- | ------------- | ------------- | ------------- | ------------- | ------------- | ------------- | ------------- | ------------- |
| 1             | Águia de Marabá  | 13            | 7             | 4             | 1             | 2             | 10            | 7             | 3             | 61,9          | Estável       |               |
| 2             | Cametá           | 11            | 7             | 2             | 5             | 0             | 8             | 6             | 2             | 52,4          | 1             |               |
| 3             | Tuna Luso        | 10            | 7             | 3             | 1             | 3             | 10            | 9             | 1             | 47,6          | 2             |               |
| 4             | Remo             | 10            | 7             | 3             | 1             | 3             | 6             | 8             | -2            | 47,6          | 2             |               |
| 5             | Paysandu         | 9             | 7             | 3             | 0             | 4             | 9             | 9             | 0             | 42,9          | 1             |               |
| 6             | São Francisco-PA | 9             | 7             | 2             | 3             | 2             | 10            | 10            | 0             | 42,9          | Estável       |               |
| 7             | São Raimundo-PA  | 9             | 7             | 2             | 3             | 2             | 8             | 9             | -1            | 42,9          | Estável       |               |
| 8             | Independente-PA  | 5             | 7             | 1             | 2             | 4             | 7             | 10            | -3            | 23,8          | Estável       |               |

|  |                                   |
|  | Classificados para as semifinais. |

### Confrontos
Para ler a tabela, a linha horizontal representa os jogos da equipe como mandante. A coluna vertical indica os jogos da equipe como visitante.
Vitórias do mandante estão em verde.
Empates estão em azul.
Derrotas do mandante estão em vermelho.
|                 | AGM | CAM | IND | PAY | REM | SFR | SRA | TUN |
| --------------- | --- | --- | --- | --- | --- | --- | --- | --- |
| Águia de Marabá | —   | *   | 1x2 | 2x1 | *   | 3x2 | 3x1 | *   |
| Cametá          | 0x0 | —   | 1x0 | *   | 2x2 | *   | *   | *   |
| Independente-   | *   | *   | —   | 1x2 | 0x1 | 1x1 | *   | 1x2 |
| Paysandu        | *   | 1x2 | *   | —   | 2x0 | *   | 0x1 | 2x1 |
| Remo            | 1x0 | *   | *   | *   | —   | *   | 1x0 | 1x2 |
| São Francisco   | *   | 1x1 | *   | 2x1 | 2x0 | —   | *   | *   |
| São Raimundo    | *   | 1x1 | 2x2 | *   | *   | 1x1 | —   | 2x1 |
| Tuna Luso       | 0x1 | 1x1 | *   | *   | *   | 3x1 | *   | —   |

### Fase final
|  | Semifinais | Semifinais      | Semifinais | Semifinais |   |  | Final           | Final | Final | Final |
|  |            |                 |            |            |   |  |                 |       |       |       |
|  | 1          | Águia de Marabá | 2          | 2          |   |  |                 |       |       |       |
|  | 4          | Remo            | 4          | 0          |   |  |                 |       |       |       |
|  |            |                 |            |            |   |  | Águia de Marabá | 1     | 3     |       |
|  |            |                 | Cametá     | 4          | 1 |  |                 |       |       |       |
|  | 2          | Cametá          | 1          | 3          |   |  |                 |       |       |       |
|  | 3          | Tuna Luso       | 4          | 0          |   |  |                 |       |       |       |

| Taça Cidade de Belém de 2012 |
| ---------------------------- |
|                              |
| Cametá Campeão (1º título)   |

### Desempenho por rodada
Clubes que lideraram o primeiro turno ao final de cada rodada:
| 1       | 2   | 3   | 4   | 5   | 6   | 7   |
| CAM TUN | CAM | REM | REM | AGU | AGU | AGU |

Clubes que ficaram na última posição do primeiro turno ao final de cada rodada:
| 1   | 2   | 3   | 4   | 5   | 6   | 7   |
| AGU | IND | IND | IND | IND | IND | IND |

## Segundo Turno (Taça Estado do Pará)

### Classificação
| 1 | Remo             | 15 | 7 | 4 | 3 | 0 | 14 | 6  | 8  |  |
| 2 | Paysandu         | 12 | 7 | 3 | 3 | 1 | 8  | 6  | 2  |  |
| 3 | Águia de Marabá  | 11 | 7 | 3 | 2 | 2 | 12 | 11 | 1  |  |
| 4 | São Francisco-PA | 10 | 7 | 3 | 1 | 3 | 15 | 14 | 1  |  |
| 5 | Independente-PA  | 9  | 7 | 2 | 3 | 2 | 13 | 1  | 1  |  |
| 6 | São Raimundo-PA  | 6  | 7 | 1 | 3 | 3 | 8  | 10 | -2 |  |
| 7 | Cametá           | 6  | 7 | 1 | 3 | 3 | 8  | 13 | -5 |  |
| 8 | Tuna Luso        | 5  | 7 | 1 | 2 | 4 | 8  | 14 | -6 |  |

|  |                                   |
|  | Classificados para as semifinais. |

### Confrontos
Para ler a tabela, a linha horizontal representa os jogos da equipe como mandante. A coluna vertical indica os jogos da equipe como visitante.
Vitórias do mandante estão em verde.
Empates estão em azul.
Derrotas do mandante estão em vermelho.
|                 | AGM | CAM | IND | PAY | REM | SFR | SRA | TUN |
| --------------- | --- | --- | --- | --- | --- | --- | --- | --- |
| Águia de Marabá | —   | 3x0 | *   | *   | 1x4 | *   | *   | 2x1 |
| Cametá          | *   | —   | *   | 0x0 | *   | 6x4 | 1x1 | 1x1 |
| Independente    | 1x1 | 2x0 | —   | *   | *   | *   | 1x3 | *   |
| Paysandu        | 2x1 | *   | 2x2 | —   | *   | 0x3 | *   | *   |
| Remo            | *   | 2x0 | 2x1 | 0x0 | —   | 3x1 | *   | *   |
| São Francisco   | 1x2 | *   | 3x3 | *   | *   | —   | 1x0 | 2x0 |
| São Raimundo    | 2x2 | *   | *   | 0x1 | 1x1 | *   | —   | *   |
| Tuna Luso       | *   | *   | 1x3 | 0x3 | 2x2 | *   | 3x1 | —   |

### Fase final
|  | Semifinais | Semifinais       | Semifinais      | Semifinais |   |  | Final | Final | Final | Final |
|  |            |                  |                 |            |   |  |       |       |       |       |
|  | 1          | Remo             | 1               | 1          |   |  |       |       |       |       |
|  | 4          | São Francisco-PA | 1               | 1          |   |  |       |       |       |       |
|  |            |                  |                 |            |   |  | Remo  | 1     | 2     |       |
|  |            |                  | Águia de Marabá | 0          | 0 |  |       |       |       |       |
|  | 2          | Paysandu         | 0               | 1          |   |  |       |       |       |       |
|  | 3          | Águia de Marabá  | 1               | 1          |   |  |       |       |       |       |

| Taça Estado do Pará de 2012 |
| --------------------------- |
|                             |
| Remo Campeão (4º título)    |

### Desempenho por rodada
Clubes que lideraram o segundo turno ao final de cada rodada:
| 1   | 2 | 3 | 4 | 5 | 6 | 7 |
| REM |   |   |   |   |   |   |

Clubes que ficaram na última posição do primeiro turno ao final de cada rodada:
| 1   | 2 | 3 | 4 | 5 | 6 | 7 |
| AGM |   |   |   |   |   |   |

## Terceira fase (final)
| 7 de maio | Cametá                    | 2 – 1 | Remo     | Mangueirão, Belém                                            |
| 20:30     | Gil 12' · Rafael Paty 38' |       | Reis 66' | Público: 16,732 Árbitro: PA Dewson Fernando Freitas da Silva |

| 13 de maio | Remo                              | 2 – 2 | Cametá                        | Mangueirão, Belém                                             |
| 17:00      | Juan Sosa 4' · Fábio Oliveira 26' |       | Garrinchinha 85' · Soares 89' | Público: 32,638 Árbitro: PA Joelson Nazareno Ferreira Cardoso |

## Premiação
| Campeonato Paraense de 2012 |
| Cametá                      |
| --------------------------- |
| Cametá                      |
| 1º Título                   |

| Vice Campeão: | Terceiro colocado: | Quarto colocado: |
| ------------- | ------------------ | ---------------- |
| Remo          | Águia de Marabá    | Paysandu         |

### Troféu Camisa 13
| Melhor jogador | Revelação    | Melhor técnico | Melhor preparador físico | Melhor árbitro          |
| -------------- | ------------ | -------------- | ------------------------ | ----------------------- |
| Flamel         | Yago Pikachu | Flávio Lopes   | Antônio Pompeu           | Dewson Freitas da Silva |

#### Seleção do campeonato
| Ratinho |

| Fábio Oliveira |

| Rafael Paty |

## Artilharia
Atualizado dia 30 de julho
| Gols | Jogador        | Time             |
| ---- | -------------- | ---------------- |
| 11   | Branco         | Águia de Marabá  |
| 11   | Rafael Paty    | Cametá           |
| 11   | Fábio Oliveira | Remo Tuna Luso   |
| 7    | Flamel         | Águia de Marabá  |
| 7    | Emerson Bala   | São Francisco-PA |
| 6    | Sinésio        | Tuna Luso        |
| 5    | Joãozinho      | Remo             |
| 5    | Ricardinho     | São Francisco-PA |
| 4    | Charles        | Águia de Marabá  |
| 4    | Valdanes       | Águia de Marabá  |
| 4    | Marcelo Maciel | Cametá           |
| 4    | Soares         | Cametá           |
| 4    | Toti           | Independente-PA  |
| 4    | Yago Pikachu   | Paysandu         |
| 4    | Rodrigão       | São Francisco-PA |

## Maiores Públicos
Esses são os dez maiores públicos do Campeonato:
Atualizado dia 13 de maio
| Nº | Público[i] | Mandante         | Placar | Visitante        | Estádio            | Data           | Rodada/Turno       |
| -- | ---------- | ---------------- | ------ | ---------------- | ------------------ | -------------- | ------------------ |
| 1  | 32.638     | Remo             | 2-2    | Cametá           | Mangueirão         | 13 de maio     | Final              |
| 2  | 26.706     | Paysandu         | 2-0    | Remo             | Mangueirão         | 29 de janeiro  | 5ª rodada/1º turno |
| 3  | 10.423     | São Raimundo-PA  | 1–1    | São Francisco-PA | Colosso do Tapajós | 14 de janeiro  | 1ª rodada/1º turno |
| 4  | 10.201     | Remo             | 1–0    | Águia de Marabá  | Baenão             | 15 de janeiro  | 1ª rodada/1º turno |
| 5  | 9.997      | Remo             | 1–1    | Águia de Marabá  | Baenão             | 9 de fevereiro | Semifinal/1º turno |
| 6  | 8.525      | Remo             | 1-0    | São Raimundo-PA  | Baenão             | 18 de janeiro  | 2ª rodada/1º turno |
| 7  | 5.611      | Paysandu         | 0-1    | São Raimundo-PA  | Curuzu             | 5 de fevereiro | 7ª rodada/1º turno |
| 8  | 5.489      | Remo             | 1-2    | Tuna Luso        | Baenão             | 1 de fevereiro | 6ª rodada/1º turno |
| 9  | 4.896      | São Francisco-PA | 1-1    | Cametá           | Colosso do Tapajós | 21 de janeiro  | 3ª rodada/1º turno |
| 10 | 4.513      | São Raimundo-PA  | 2-2    | Independente-PA  | Colosso do Tapajós | 29 de janeiro  | 5ª rodada/1º turno |

- i. ^ Considera-se apenas o público pagante

## Classificação geral
- 1 ^ Campeão do 1º turno e desistiu da vaga na Série D 2012 [3]
- 2 ^ Campeão do 2º turno

## Média de público
Atualizado dia 15 de junho
| Nº | Time             | Total   | Jogos    | Média  |
| -- | ---------------- | ------- | -------- | ------ |
| 1  | Remo             | 158.472 | 11 jogos | 14.406 |
| 2  | Paysandu         | 52.290  | 8 jogos  | 6.536  |
| 3  | São Raimundo-PA  | 31.554  | 7 jogos  | 4.508  |
| 4  | São Francisco-PA | 29.343  | 8 jogos  | 3.668  |
| 5  | Cametá           | 27.159  | 10 jogos | 2.716  |
| 6  | Independente-PA  | 15.459  | 7 jogos  | 2.208  |
| 7  | Águia de Marabá  | 20.111  | 11 jogos | 1.828  |
| 8  | Tuna Luso        | 10.525  | 8 jogos  | 1.303  |

## Campeonato Paraense sub-15
- Campeão: Paysandu

## Campeonato Paraense sub-17
- Campeão: Paysandu [4]
- Vice-campeão: Tuna Luso

| 1 de Dezembro | Paysandu                                | 3 – 2 | Tuna Luso                        | Mangueirão, Belém |
|               | Dudu 27' · Jeferson 51' · Clodoaldo 86' |       | 41' João da Mata · 73' Pelezinho |                   |

## Campeonato Paraense sub-20
- Campeão: Castanhal [5]
- Vice-campeão: Time Negra

| 5 de julho | Castanhal          | 1 – 0 | Time Negra | Mangueirão, Belém |
|            | Franklin 42' (pen) |       |            |                   |

## Campeonato Paraense feminino
- A competição garante ao campeão vaga na Copa do Brasil de Futebol Feminino de 2013

- Campeão: ESMAC [6]
- Vice-campeão: Tuna Luso

| 23 de Dezembro | Tuna Luso | 1 – 1 (3) – (4) | ESMAC        |  |
|                | Helayne   |                 | Irley Negona |  |